# Stadtkirche Fürstenberg/Havel

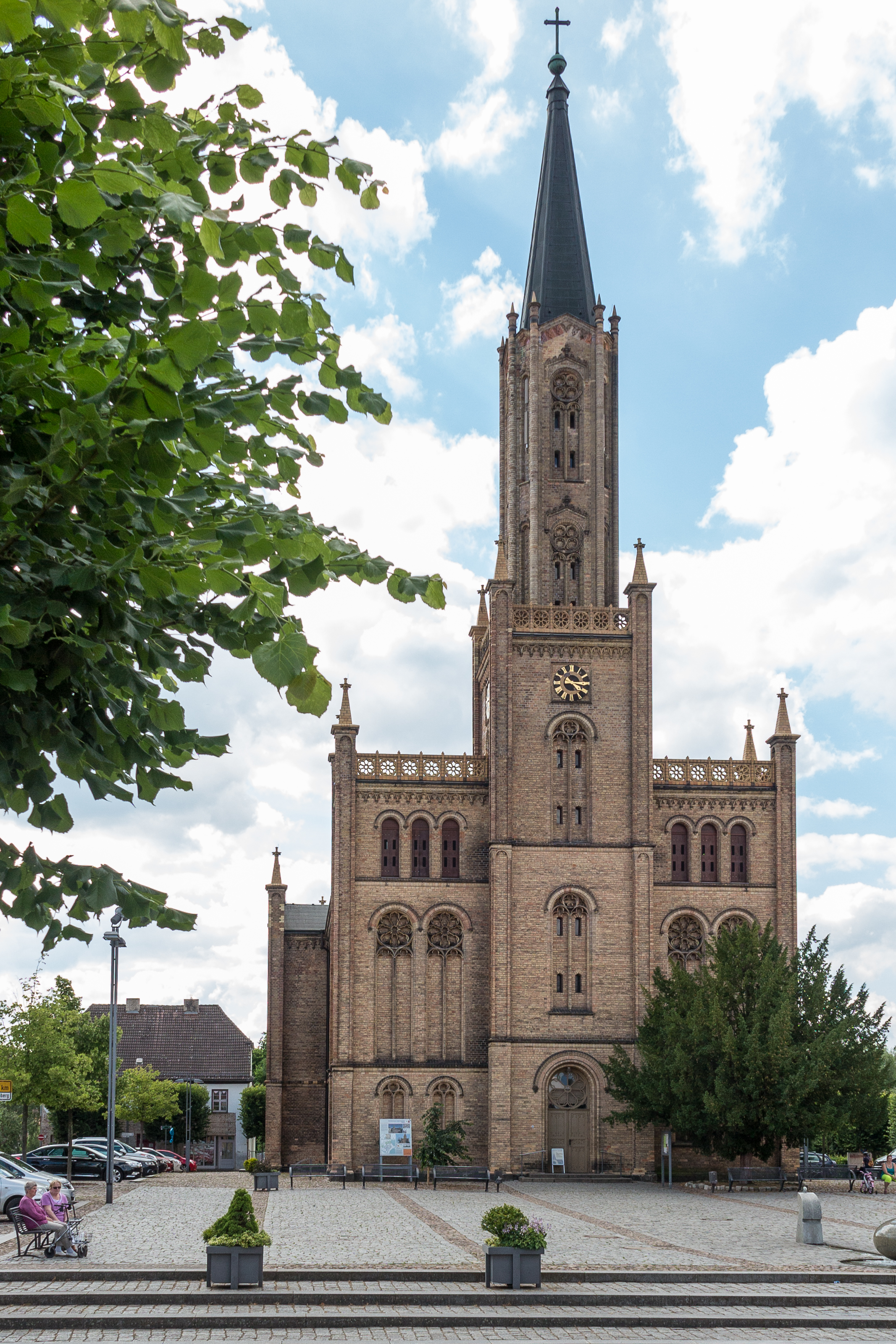
Der markante schlanke Kirchturm von Buttel

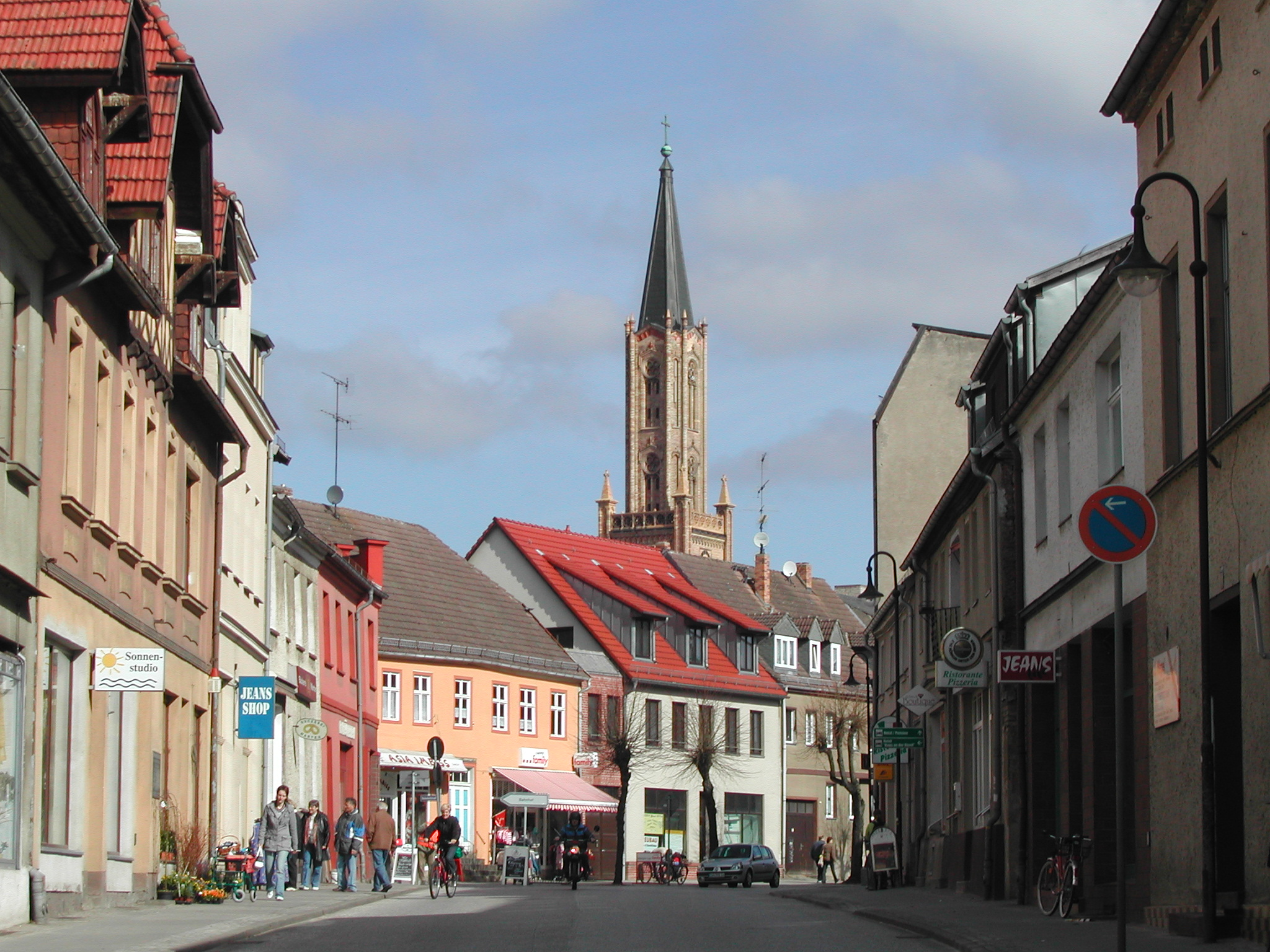
Ansicht von der Brandenburger Straße

Die evangelische Stadtkirche in Fürstenberg an der Havel ist eine Backsteinkirche in Fürstenberg/Havel im Landkreis Oberhavel in Brandenburg. Sie gehört zur Kirchengemeinde Fürstenberg/Havel in der Propstei Neustrelitz im Kirchenkreis Mecklenburg der Evangelisch-Lutherischen Kirche in Norddeutschland (Nordkirche) und ist eine offene Kirche.

## Geschichte und Architektur
Fürstenberg ist erstmals 1287 als Kirchspiel mit einem Pfarrer Arnoldus erwähnt. Das Kirchenpatronat hatten die mecklenburgischen Herzöge. 1551 wurde Matthias Bracht Kesselius erster lutherischer Prediger an der Kirche. 1584 brannte das Kirchenschiff, 1652 der Turm. Am 26. Mai 1807 brannte die wiederhergestellte Kirche erneut, das verbliebene Mauerwerk wurde abgerissen. Der Beginn des Neubaus verzögerte sich wegen Streitigkeiten um die fälligen Hand- und Spanndienste bis 1845.
Die heutige Kirche ist ein kreuzförmiger Backsteinbau, der in den Jahren 1845–1848 in einem italianisierenden Rundbogenstil durch den Schinkel-Schüler Friedrich Wilhelm Buttel errichtet wurde. Er besitzt im Westen eine polygonale Apsis und einen ausladenden Ostbau, der zum Turm hin aufgestaffelt ist. Das Bauwerk wurde 1963 und 1997–2006 restauriert.
Der Außenbau ist durch schlanke Wandvorlagen mit Fialenbekrönung an den Jochgrenzen und den Ecken der Apsis gegliedert. Die rundbogigen Fenster sind entsprechend den Emporen in zwei Zonen angeordnet und zu Zweier- und Dreiergruppen zusammengefasst. Das kleinteilige Maßwerk ist hauptsächlich aus Dreipässen und Rosetten gebildet. Die Ostfassade zum Markt ist dreigliedrig und dreigeschossig mit reicher Blendengliederung entsprechend den Maßwerkformen der Fenster ausgebildet. Der höhere Mittelteil wird von einem schlanken oktogonalen Turmaufsatz mit Spitzhelm bekrönt. Insgesamt wirkt das Bauwerk durch die wohlabgewogenen Proportionen. Die Giebel sind mit Maßwerkrosetten belebt; in Traufhöhe ist ein Maßwerkfries angeordnet.
Innen ist die Kirche als weiter, einheitlicher Raum mit Flachdecke und Apsis mit Kalotte gebildet. Die dreiseitige Empore füllt die kurzen, breiten Kreuzarme vollständig aus, die daher nur durch die gruppierten Fenster zur Geltung kommen.

## Ausstattung

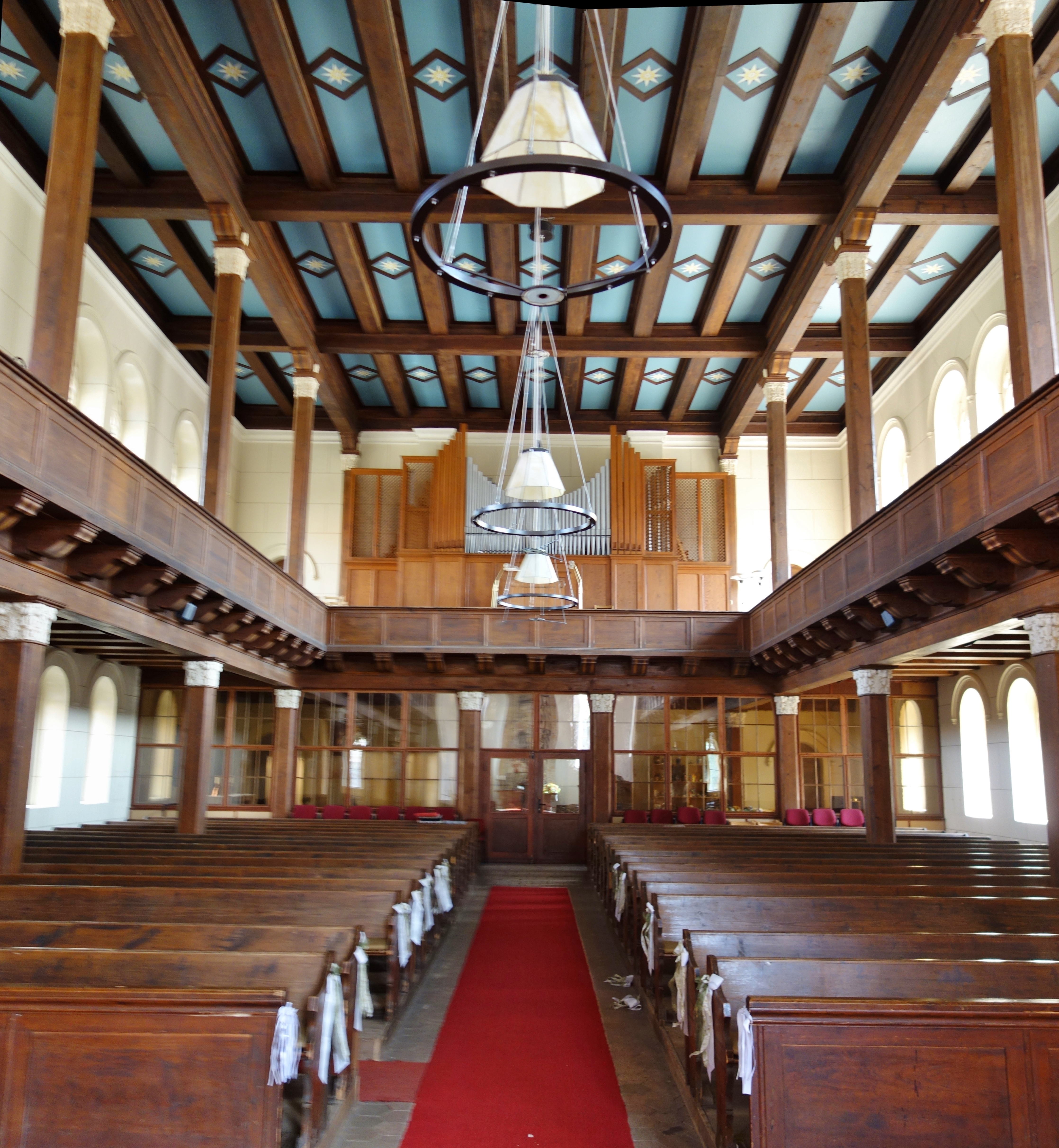
Innenansicht mit Orgel

Von der ursprünglichen Ausstattung ist die klassizistische Taufe aus Marmor in Pokalform erhalten. Die übrige Ausstattung wurde 1963 erneuert. Die Orgel ist ein Werk der Firma Sauer mit 27 Registern auf zwei Manualen und Pedal aus dem Jahr 1956.